# Cheongsam

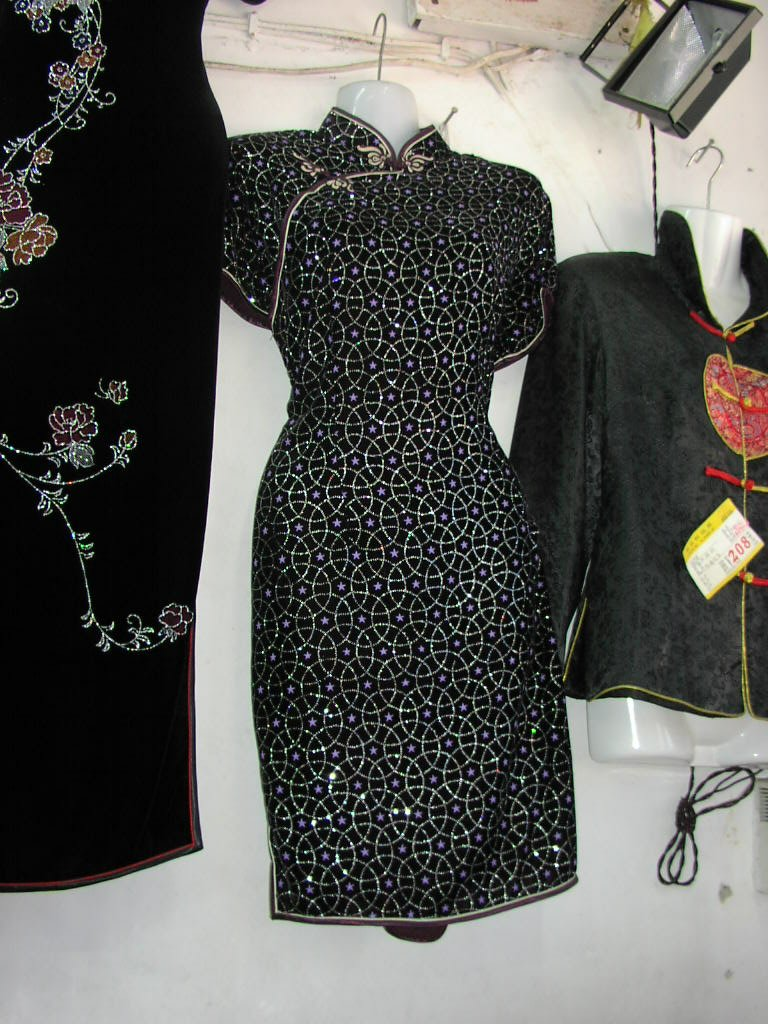
En modern variant av cheongsam

Cheongsam är ett traditionellt klädesplagg i Kina. Klädesplagget har sina rötter i 1600-talet. Cheongsam är kantonesiska och härför sig till både den manliga och kvinnliga dräkten. Qipao är mandarin och enbart benämningen på ett kvinnligt plagg.